# NGC 3330
NGC 3330 ist die Bezeichnung für einen offenen Sternhaufen vom Typ II2p im Sternbild Segel des Schiffs. NGC 3330 hat einen Durchmesser von 6 Bogenminuten und eine scheinbare Helligkeit von 7,4 mag.
Entdeckt wurde das Objekt am 29. April 1826 von James Dunlop.